# View信用卡
View信用卡（日语：ビューカード，VIEW CARD）是東日本旅客鐵道（JR東日本）的一家子公司。1992年，JR東日本設立了信用卡事業部，並於1993年開始發行信用卡。2009年，View信用卡成為JR東日本的子公司。View信用卡的主力卡種包括VIEW Suica信用卡、JRE CARD、LUMINE CARD。

## 外部連結
- ビューカード （页面存档备份，存于）
- 株式会社ビューカード:会社情報 （页面存档备份，存于）